# Desnatalidade

Mapa de países por taxa de fertilidade.
7-8 crianças
6-7 crianças
5-6 crianças
4-5 crianças
3-4 crianças
2-3 crianças
1-2 criança(s)

Desnatalidade é uma taxa de fecundidade que, se sustentada, torna cada nova geração menos populosa que a anterior em uma determinada área. Nos países desenvolvidos, a desnatalidade é qualquer taxa abaixo de cerca de 2,1 filhos por mulher, mas esse limite pode chegar a 3,4 filhos por mulher em alguns países em desenvolvimento, devido ao aumento das taxas de mortalidade. Mundialmente, a taxa de fertilidade total era de 2,33 filhos por mulher em 2003. Isto pode ser "traduzido" como dois filhos por mulher para substituir os pais, além de uma "terceira criança", para compensar a maior probabilidade de nascerem meninos e da mortalidade precoce antes do fim da vida fértil da pessoa.
A taxa de fertilidade em nível de substituição em termos de taxa de reprodução líquida (TRL) é exatamente um, porque a TRL leva tanto as taxas de mortalidade quanto as razões de sexo no nascimento em conta.
Em 2010, cerca de 48% da população mundial vivia em países em processo de desnatalidade. No entanto as populações desses países ainda têm crescimento devido a fenômenos como a imigração, a dinâmica populacional e o aumento da expectativa de vida. Isto inclui a maioria das nações da Europa e países como Canadá, Austrália, Brasil, Rússia, Irã, Tunísia, China, Estados Unidos e muitos outros. Os países ou regiões que têm a menor taxa de fertilidade do mundo são Hong Kong, Macau, Singapura, Taiwan, Ucrânia e Lituânia. No entanto, apenas alguns países têm taxas de desnatalidade baixas ou sustentadas o suficiente (por vezes combinadas com outros fatores populacionais, como a emigração) para causar um declínio populacional, como é o caso do Japão, da Alemanha, da Lituânia e da Ucrânia.